# Joodazijnzuur
Joodazijnzuur is een chemische verbinding met de structuurformule {\displaystyle {\ce {ICH2CO2H}}}. Deze in zuivere toestand kleurloze vaste stof is een goed alkyleringsreagens. Joodazijnzuur kan gemaakt worden door jood te laten reageren met azijnzuur.